# Aptostichus chemehuevi
Espèce
Aptostichus chemehuevi est une espèce d'araignées mygalomorphes de la famille des Euctenizidae.

## Distribution
Cette espèce est endémique de Californie aux États-Unis,. Elle se rencontre dans le comté de San Bernardino dans le désert des Mojaves.

## Étymologie
Cette espèce est nommée en l'honneur des amérindiens Chemehuevi.

## Publication originale
- Bond, 2012 : Phylogenetic treatment and taxonomic revision of the trapdoor spider genus Aptostichus Simon (Araneae, Mygalomorphae, Euctenizidae). ZooKeys, no 252, p. 1-209 (texte intégral).